# SK Rote Elf
Sportklub Rote Elf, poznatiji kao SK Rote Elf ili SK Rdeča 11 u novinama na slovenskom jeziku, bio je nogometni klub iz Maribora. Klub je osnovan 1919. godine i natjecao se u prvoj službenoj sezoni slovenskog nogometa, prvenstvu Ljubljanskog podsaveza 1920. Preimenovan je u MAK 1921. godine, prije raspuštanja 1923. godine.

## O klubu
Klub poznat kao Rote Elf postojao je već prije Prvog svjetskog rata i bio je jedan od dva glavna njemačka sportska kluba u gradu Mariboru u to vrijeme; drugi je Marburger Sportvereinigung. Nakon rata, 1919. godine, klub je ponovno uspostavljen. Ostao je vjeran svojim prijeratnim načelima jer je klub bio anacionalistički i utemeljen na austromarksizmu te je jedan od prvih radničkih klubova na području slovenskih zemalja. Momčad je bila sastavljena od njemačkih i slovenskih nogometaša. Rudolf Winkler bio je kapetan momčadi i smatra se najboljim igračem kluba svih vremena. Rote Elf je 1920. otvorio svoje obnovljeno nogometno igralište pod nazivom Sportplatz Kreuzhofwiese, u utakmici protiv Slovana iz Ljubljane. No, tamo su se igrale samo manje važne utakmice; tim je igrao važnije utakmice na većem Sportplatz Rapid im Volksgartenu, koji je bio u vlasništvu SV Rapid Marburg. U uvodnoj sezoni prvenstva Ljubljanskog podsaveza 1920., Rote Elf je završio na šestom od sedam mjesta.
Kako je austromarksizam u Kraljevini Jugoslaviji gubio smisao, klubu je bilo sve teže privlačiti nogometaše iz radničke klase. Kako bi se riješio ovaj problem, klub je u svibnju 1921. godine preimenovan u MAK (njemački: Marburger Athletik Klub; slovenski: Mariborski Atletik Klub), no taj potez nije pomogao u postizanju veće prepoznatljivosti među igračima i građanima Maribora. Klub je igrao u prvenstvu Ljubljanskog podsaveza 1922./23., ali se potkraj 1922. povukao iz natjecanja i ubrzo prestao s radom.

## Unutarnje poveznice
- Maribor